# 國立臺北專業大學聯盟
國立臺北專業大學聯盟為國立臺北護理健康大學、國立臺北商業大學、臺北市立大學等三所大學為藉專業領域互補以提供學生更廣闊學習環境，而於2016年5月9日簽署合作備忘錄成立之大學聯盟。

## 成員

### 成員概況
| 校名                 | 創建年 | 學院數 | 地址                                                                            |
| 國立臺北護理健康大學 | 1947   | 3      | 臺北市北投區明德路365號（校本部） 臺北市內江街89號（城區部）                    |
| 國立臺北商業大學     | 1917   | 3      | 臺北市中正區濟南路一段321號（臺北校區） 桃園市平鎮區福龍路一段100號（桃園校區） |
| 臺北市立大學         | 1895   | 5      | 臺北市中正區愛國西路1號（博愛校區） 臺北市士林區忠誠路二段101號（天母校區）     |